# Raná (Berg)
Die Raná (deutsch Rannayer Berg, 457 m) ist ein markanter Berg im sogenannten Launer Teil des Böhmischen Mittelgebirges (České středohoří) in Tschechien. Am westlichen Nebengipfel besteht seit 1936 das Nationale Naturreservat Raná. Die Raná ist das Zentrum des  Gleitschirmflugsports in Nordböhmen.

## Entstehung des Namens
Der Berg erhielt seinen Namen nach dem nahen Dorf Raná (Rannay).

## Lage und Umgebung
Die Raná befindet sich etwa sechs Kilometer nördlich von Louny (Laun) und zehn Kilometer südöstlich von Most (Brüx) im linkselbischen Böhmischen Mittelgebirge. Unmittelbar am Fuß des Berges liegt die gleichnamige Gemeinde Raná (Ranay) und der kleine Ortsteil Hrádek (Hradek). Benachbarte Berge sind der Lenešický Chlum, der Oblík (Hoblik) und der Milá (Millayer).
Bis 1945/46 verlief an der Raná die Sprachgrenze zwischen deutsch und tschechischsprachigem Gebiet. Nach der Angliederung des Sudetenlandes an Deutschland im Oktober 1938 lag der Berg allerdings zur Gänze auf deutschem Gebiet, die neue Staatsgrenze wurde unmittelbar südlich festgelegt.

## Naturschutz

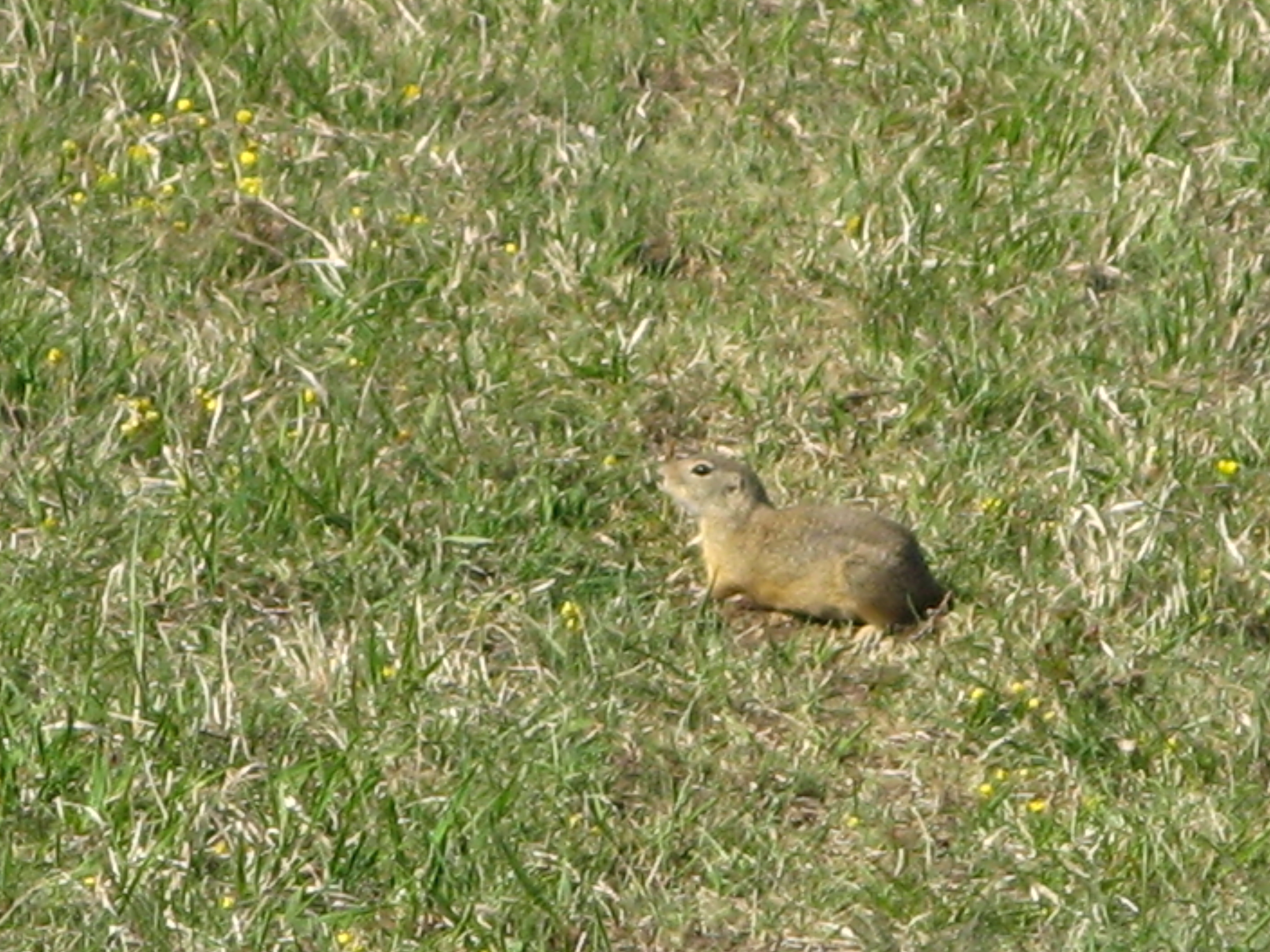
Europäischer Ziesel am Raná (2020)

Seit 1936 stand die Südseite des Nebengipfels auf 1,5 ha als Naturschutzgebiet unter staatlichem Schutz. 1951 wurde das Areal zum Nationalen Naturreservat erklärt. In jüngerer Zeit wurde das Schutzgebiet auf 10,94 ha erweitert. Es erstreckt sich seitdem allseitig bis zum Fuß des Nebengipfels. 
Für die Raná typische geschützte Pflanzen sind u. a. das Frühlings-Adonisröschen (Adonis vernalis), die Finger-Kuhschelle (Pulsatilla patens ), die endemische böhmische Wiesen-Kuhschelle (Pulsatilla pratensis bohemica), das Echte Federgras (Stipa pennata) und der Steppenwildhafer (Avenastrum desertorum).
Bemerkenswert ist das Vorkommen des Europäischen Ziesel (Spermophilus citellus). Dieses Nagetier aus der Familie der Hörnchen hat sein Hauptverbreitungsgebiet in den Steppen Südosteuropas. Am Raná lebt der Ziesel heute an seiner nördlichen Populationsgrenze.

## Segelfliegen

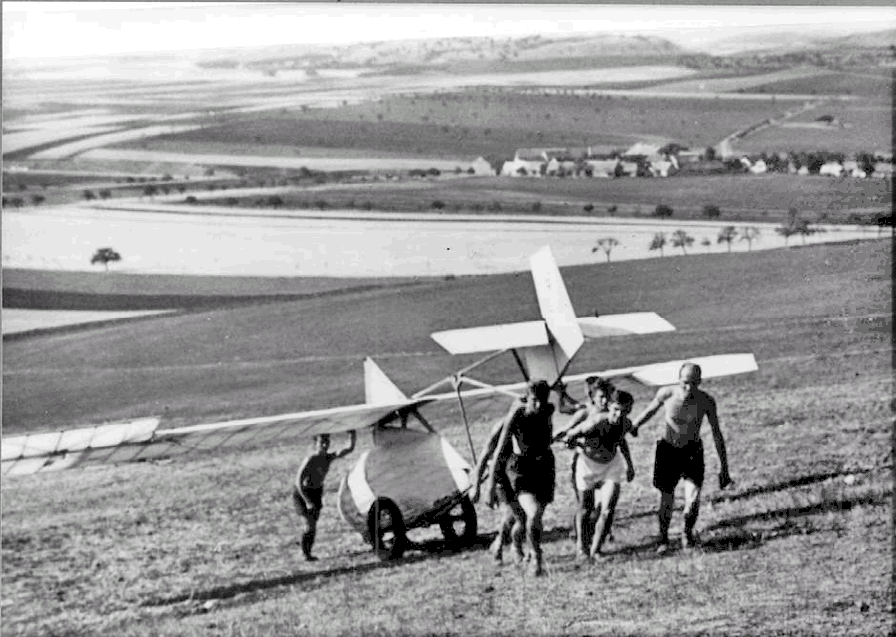
Gleitschirmflieger am Rannayer Berg (1935)

Der Berg wurde schon von deutschböhmischen Segelfliegern entdeckt und von ihnen 1932 der Flugplatz Rannayer Berg gegründet. Zu Zeiten des Sozialismus wurde die Raná vom paramilitärischen Verband SVAZARM zu einem Zentrum der Segelfliegerei ausgebaut. Seit der politischen Wende 1989 können die weiten waldfreien Hänge außerhalb des Naturschutzgebietes von jedermann als Startpunkt genutzt werden.

## Wege zum Gipfel
Über die Raná führt eine blau markierte Wanderroute, die ihren Ausgangspunkt in Most hat und über den Milá und Lenešice weiter nach Louny verläuft. Über eine markierte Abzweigung ist der Gipfel erreichbar. Günstige Ausgangspunkte für einen Besuch des Berges sind die Orte Raná und Lenešice.